# Estádio Stavanger
O Stavanger Stadion foi um estádio de futebol da cidade de Stavanger, na Noruega. Foi inaugurado em 1974, e possuía capacidade para receber aproximadamente 16.000 espectadores. Suas dimensões eram de 107x66 metros. Foi desativado em 2004 para ser sucedido pelo Viking Stadion.